# La Chapelle-Montbrandeix
La Chapelle-Montbrandeix (tiếng Occitan: La Chapéla) là một xã của tỉnh Haute-Vienne, thuộc vùng Nouvelle-Aquitaine, miền trung nước Pháp.